# Phyllis Stedman, Baroness Stedman
Phyllis Stedman, Baroness Stedman OBE (Geburtsname: Phyllis Adams; * 14. Juli 1916 in Peterborough, Cambridgeshire; † 8. Juni 1996 ebenda) war eine britische Politikerin der Labour Party sowie zuletzt der Social Democratic Party (SDP), die 1974 als Life Peeress aufgrund des Life Peerages Act 1958 Mitglied des House of Lords wurde und zwischen 1988 und 1991 Vorsitzende der Fraktion der SDP im Oberhaus (Leader of the SDP in the House of Lords) war.

## Leben

### Ausbildung, Zweiter Weltkrieg und Kommunalpolitikerin
Phyllis Adams arbeitete nach dem Besuch der Grammar School von Peterborough als Bibliothekarin und engagierte sich durch den Einfluss ihres Vaters in der Gewerkschaft. 1934 nahm sie im Alter von 18 Jahren als Delegierte erstmals an einem Gewerkschaftskongress teil. Nach Ausbruch des Zweiten Weltkrieges trat sie in den 1941 gegründeten National Fire Service (NFS) ein und war zwischen 1941 und 1944 Gruppenoffizierin (Group Officer) der 2000 weiblichen NFS-Kräfte von Derbyshire. Während dieser Zeit wurde sie mit dem Titel „Miss Fire Service“ ausgezeichnet. 1941 heiratete sie den ebenfalls im NFS tätigen Harry Stedman, mit dem sie nach Kriegsende den familiären Rosenzüchtungsbetrieb in Longthorpe wiederaufbaute und rund 30 Jahre lang leitete.
Ihre politische Laufbahn begann sie in der Kommunalpolitik als sie 1946 als Kandidatin der Labour Party zum Mitglied des Rates von Soke of Peterborough gewählt wurde und diesem bis 1981 angehörte. 1965 wurde sie darüber hinaus Mitglied des Rates Grafschaft Huntingdon and Peterborough, die 1974 in die Grafschaft Cambridgeshire eingegliedert wurde, so dass sie zwischen 1974 und 1976 Mitglied des Rates dieser Grafschaft (Cambridgeshire County Council) war. Zuletzt war Phyllis Stedman, die 1965 mit dem Offizierskreuz des Order of the British Empire (OBE) ausgezeichnet wurde, zwischen 1974 und 1976 Vize-Vorsitzende des Cambridgeshire County Council.
Nachdem Peterborough aufgrund des 1952 verabschiedeten Stadtplanungsgesetzes (Town Development Act) zur Planstadt (New Town) ausgebaut werden sollte, fungierte sie zwischen 1970 und 1976 auch als Mitglied der Peterborough New Town Development Corporation. In dieser Funktion beteiligte sie sich maßgeblich an den Plänen für die Baumaßnahmen in ihrer Geburtsstadt wie zum Beispiel die neuen Freizeit- und Parkanlagen, aber auch die Nene Valley Railway, die 1977 von ihr und dem damaligen Parlamentarischen Sekretär im Verkehrsministerium John Horam eröffnet wurde. Gleichzeitig förderte sie die Arbeiten zur Sanierung der Kathedrale von Peterborough.

### Oberhausmitglied und Juniorministerin
Durch ein Letters Patent vom 25. Juni 1974 wurde Phyllis Stedman für ihr langjähriges politisches und ehrenamtliches Engagement als Life Peeress mit dem Titel Baroness Stedman, of Longthorpe in the City of Peterborough, in den Adelsstand erhoben und gehörte seither bis zu ihrem Tod dem House of Lords als Mitglied an. Zu Beginn ihrer Oberhauszugehörigkeit fungierte sie zwischen 1975 und 1979 als sogenannte Lady-in-Waiting und war als solche Sprecherin der regierenden Labour-Fraktion für die Bereiche Verkehr, Umwelt und Handel.
Während dieser Zeit war sie von 1974 bis 1985 auch Mitglied der Unabhängigen Rundfunkverwaltung (Independent Broadcasting Authority) und setzte sich auch für das 1980 gegründete unabhängige Lokalradio 102.7 Heart Peterborough ein. 1976 wurde sie ferner Mitglied des Exekutivrates des Nationalen Wohltätigkeitsfonds der Feuerwehr (Fire Service National Benevolent Fund) und gehörte diesem bis zu ihrem Tod an. Daneben engagierte sie sich im Verein Peterborough Phab, der gemeinsame Aktivitäten von Körperbehinderten und nichtbehinderten Menschen fördert.
1979 war sie in der Regierung von Premierminister James Callaghan kurzzeitig Parlamentarische Unterstaatssekretärin für Sport und Wasserressourcen im Umweltministerium und gehörte damit zu den engsten Mitarbeitern des damaligen Umweltministers (Secretary of State for Environment) Peter Shore. In dieser Zeit war sie mitverantwortlich für den National Land Fund, der nach dem Gesetz über das nationale Erbe (National Heritage Act) 1980 in National Heritage Memorial Fund umbenannt wurde und für den Unterhalt bedeutender Bauwerke und Denkmäler zuständig ist.

### Oppositionspolitikerin und Wechsel zur SDP
Nach der Wahlniederlage der Labour Party bei den Unterhauswahlen vom 3. Mai 1979 und dem damit verbundenen Ende der Amtszeit von Premierminister Callaghan wurde sie Sprecherin der Opposition für Verkehr, Umwelt, Kommunalverwaltung sowie die New Towns und gehörte damit dem von den Parteivorsitzenden der Labour Party geleiteten Schattenkabinett an.
1981 trat sie aus der Labour Party aus und wurde Mitglied der am 26. März 1981 von den ehemaligen Labour-Politikern Roy Jenkins, David Owen, Bill Rodgers und Shirley Williams gegründeten Social Democratic Party (SDP). In der Folgezeit war sie von 1982 bis 1986 Parlamentarische Geschäftsführerin (Whip) sowie anschließend zwischen 1986 und 1988 Parlamentarische Hauptgeschäftsführerin (Chief Whip) der SDP im Oberhaus. Als es 1988 zur Spaltung der SDP kam, und sich Teile der Partei mit der Liberal Party zur Social & Liberal Democrats zusammenschloss, verblieb Baroness Stedman in der verbliebenen SDP und war bis zu deren Selbstauflösung 1991 Vorsitzende von deren Fraktion im Oberhaus (Leader of the SDP in the House of Lords).
Stedman acted as Opposition spokesman for transport, the environment, local government and new towns from 1979 to 1981, when she joined the Social Democratic Party. She served the SDP successively as Whip, Chief Whip and . When the party was dissolved in 1991 she moved to the cross- benches, where her regular presence was marked by her reliable kindness and her considered participation.
Nach der Selbstauflösung der SDP 1991 trat sie keiner Fraktion mehr bei, sondern gehörte dem House of Lords als sogenannte Crossbencher an.